# Vladimir Peniakoff
Vladimir Peniakoff (30 mars 1897 – 15 mai 1951), surnommé « Popski », a été le fondateur et le commandant de la « Popski's Private Army ».

## Vie privée
Vladimir Peniakoff est né à Huy, en Belgique, de parents russes. En 1914, à la suite de l’invasion de la Belgique par l’Allemagne, il quitte l’Université Libre de Bruxelles et reprend ses études à St John’s College, université de Cambridge. Engagé volontaire en 1915 dans l’artillerie française, il est blessé et démobilisé en 1919, avec une invalidité de 80%.  
Vladimir Peniakoff est un polyglotte qui parle anglais, russe, italien, français et surtout arabe et allemand.
En 1924, il émigre en Égypte et travaille comme ingénieur pour un fabricant de sucre. Il se marie et a deux filles, Olga et Anne, nées en 1930 et 1932. S’intéressant aux travaux de Ralph Bagnold, il apprend à naviguer, équipe sa Ford (surnommée «Pisspot» (pot de chambre)), de pneus ballons et d’un compas solaire et roule à travers le désert. Il devient membre de la Royal Geographical Society.
Engagé dans l’armée britannique en 1940, Il divorce en 1942 et envoie ses filles à l’abri de la guerre en Afrique du Sud. Il épouse Pamela Firth, le 2 avril 1948.
Peu de temps après la parution de son livre sur l' Armée privée de Popski, une tumeur au cerveau lui est diagnostiquée et il meurt le 15 mai 1951.

## Faits d'armes
En 1942, il fut affecté au Long Range Desert Group. Il créa sa première unité, composée de cinq hommes. Sa mission était de s'enfoncer dernière les lignes ennemies, afin de détruire des dépôts ennemis, attaquer les convois de ravitaillement et recueillir des renseignements.
Les opérateurs de radio britanniques, devant la difficulté à prononcer son nom, le surnommèrent Popski, nom qui fut attribué à son unité.
Au vu de ses succès, Montgomery ordonna la création de la Popski's Private Army, dénomination officielle de la nouvelle unité créée, avec la même mission.
En Italie, les effectifs sont portés à 200 hommes. Près de Ravenne, il fut blessé et amputé d'un bras.
Il reçut la Military Cross le 26 novembre 1942, et le 26 avril 1945 est nommé compagnon de l'ordre du Service distingué. En 1947, Popski est fait officier de l'ordre de la Couronne belge avec palme, et il lui est allouée à la croix de guerre belge avec palme.